# Пристанище Кюстенджа
Пристанище Кюстенджа (на румънски: Portul Constanţa) се намира в град Кюстенджа, Румъния, на западния бряг на Черно море, на 179 морски мили (332 км) от Босфора и на 85 морски мили (157 км) от Сулинския ръкав, през който река Дунав се влива в морето. Пристанището на Констанца е най-голямото на Черно море и 17-то по големина в Европа.

## Характеристика
Площта на Пристанище Кюстенджа е 3926 ха, от които 1313 са на сушата и 2613 ха са във водата. Два вълнолома, намиращи се на север и на юг, ограничават пристанището и създават възможно най-добрите условия за дейността му. Настоящата дължина на северния вълнолом е 8344 м, а на южния - 5560 м. Това е основното румънско пристанище и едно от 10-те най-големи пристанища в Европа.
Доброто географско положение и важността на Пристанище Кюстенджа му осигуряват връзка с два от Паневропейските транспортни коридори: VII (речен път) и IV (железница). Двете сателитни пристанища - Мидия и Мангалия, се намират близо до Констанца и са част от румънската система морски пристанища, собственост на Maritime Ports Administration SA.